# Così dolce... così perversa
Così dolce... così perversa è un film del 1969 diretto da Umberto Lenzi.
È il secondo giallo sexy diretto da Lenzi e interpretato da Carroll Baker, dopo il coevo Orgasmo. Il film ebbe meno successo di pubblico e di critica del precedente. Per le copie destinate all'estero furono inserite scene più spinte, riguardanti la Baker.

## Trama
Una donna si insinua nel rapporto di una coppia aperta a nuove esperienze sessuali. Alla fine si scopre che c'era un complotto a tre per mettere le mani sull'eredità di un uomo.